# What Life Brings
What Life Brings è un singolo del cantautore britannico Steven Wilson, pubblicato il 19 settembre 2023 come quarto estratto dal settimo album in studio The Harmony Codex.

## Descrizione
Si tratta di un brano rock progressivo caratterizzato da elementi acustici di derivazione pop psichedelico e che culmina con un assolo di chitarra ispirato allo stile dei Pink Floyd. Alla sua realizzazione hanno preso parte anche la cantante israeliana Ninet Tayeb (storica collaboratrice dell'artista) e il bassista britannico Guy Pratt, che Wilson ha definito una «scelta ovvia» per il sentimento nostalgico della musica.

## Video musicale
Il video, diretto da Charlie Di Placido, è stato reso disponibile in contemporanea con il lancio del singolo attraverso il canale YouTube di Wilson e mostra due persone danzare in varie ambientazioni, tra cui l'interno e l'esterno di un'abitazione e vicino a un'autovettura incidentata.

## Tracce
Testi e musiche di Steven Wilson, eccetto dove indicato.
1. What Life Brings – 3:39
2. Rock Bottom – 4:24 (Ninet Tayeb)
3. Impossible Tightrope – 10:44
4. Economies of Scale – 4:18 (musica: Steven Wilson, Adam Holzman)

## Formazione
Hanno partecipato alle registrazioni, secondo le note di copertina di The Harmony Codex:
Musicisti
- Steven Wilson – voce, pianoforte, moog Sub 37, chitarra acustica, ARP String Ensemble, organo Hammond, percussioni, chitarra elettrica e relativo assolo
- Craig Blundell – batteria
- Guy Pratt – basso
- Ninet Tayeb – cori

Produzione
- Steven Wilson – produzione, missaggio
- Matt Colton – mastering
- Hajo Müller – copertina